# Новоросийск (авионосен крайцер, 1978)
Новоросийск (на руски: Новороссийск) е тежък авионосен крайцер на ВМФ на СССР в периода 1978 – 1991 г. В първите години на своята служба действа съвместно със силите на Черноморския и Северния флотове в Атлантика и Средиземно море. Кораб от проекта 1143.3. Екипажа на крайцера се води войскова част 22812.

## Проект
Съкратеният технически проект 1143М е разработен в Невското проектно-конструкторско бюро през януари 1975 г. (ръководител А. Н. Маринич), утвърден е през юли 1975 г. В сравнение с предходните проекти се планира увеличаване на авиогрупата, отказ от торпеда. За първи път в СССР ТАВКР е разчетен за разполагане на десант на борда, приемане на тежки транспортни вертолети (до 36 тона) и базиране на перспективните прехващачи с ВИК Як-38П.

## Предназначение
Предназначен е за издирване и унищожаване на подводни лодки, нанасяне на ракетни удари по надводни кораби в състава на корабни групи.

## Конструкция
Както и при другите тежки авионосни крайцери, полетната палуба е разположена под ъгъл спрямо надлъжната ос (4,5°), покрита е с термоустойчиви плочи АК-9Ф, а надстройката е изместена към десния борд.

### ГЕУ
Енергетичната установка се състои от 8 парни котела КВН-98/64 и 4 ГТЗА ТВ-12-3, разделена на два ешелона. За изработката на електроенергията се използват 6 турбогенератора и 4 дизел-генератора с обща мощност 15 МВт.

### Въоръжение
Въоръжението се състои от 4 установки за П-500 „Базалт“ (16 ракети), 2 установки за ЗРК М-11 „Шторм“ (96 ракети), 2 артилерийски установки АК-726 и 8 30-мм установки АК-630, 1 установка на противолодъчния комплекс РПК-1 (16 ракето-торпеда 82Р), 2 реактивни бомбомета РБУ-6000 (120 дълбочинни бомби РГБ-60). Торпедни апарати няма.
На борда на кораба може да се базира авиогрупа, с численост до 18 вертолета тип Ка-27/29 и до 18 самолета с вертикално излитане и кацане тип Як-38. Общия брой на летателните апарати е увеличен до 36 (повече, отколкото при крайцерите „Киев“ и „Минск“). В подпалубния хангар се разполагат 24 машини, останалите стоят на палубата. На полетната палуба от хангара се вдигат с помощта на два подемника: подемника за самолети е разположен в района на мидъла, подемника за вертолетите е зад надстройката. Самолетите Як-38 принадлежат на 311-и щурмови авиационен полк с дислокация на аеродрума Пристан, вертолетната група се формира на базата на 710-и вертолетен полк от аеродрума Новонежино.

## Строителство
Строи се от 1975 до 1978 г. в Николаев (Черноморски корабостроителен завод, директор А. Б. Ганкевич).
На 30 септември 1975 г. се състои залагането на кораба С-103 на стапел „0“ на Черноморския корабостроителен завод.
На 26 декември 1978 г. кораба е тържествено спуснат на вода за дострояване на вода.
В процеса на построяването на кораба проекта няколко пъти е преразглеждан. Препланировката засяга около хиляда корабни помещения, което съставлява 40%. В частност, е решено да се разположат на кораба в състава на авиогрупата съвършено новите СВИК Як-41, за експлоатацията на които са монтирани три газоотводни устройства. В края на краищата, съгласно съвместното решение на МАП, МСП, ВМФ и ВВС на СССР от 10 октомври 1979 г., шахтите и решетките на ГОУ, „като не оправдаващи своето предназначение според резултатите на изпитанията“, са демонтирани. Преправянето променя срока за предаване на кораба от 1979-а на 1982 г.
„Новоросийск“ преминава швартови изпитания от 1 септември до 27 декември 1981 г. Екипажа на кораба се формира на база 7-а оперативна ескадра на Северния флот в гр. Североморск. Заселването на екипажа на кораба се състои на 24 ноември 1981 г., първият му командир е капитан 1 ранг Б. П. Черних.
На 5 януари 1982 г. кораба отплава за Севастопол за докуване преди боядисването на подводната част на корпуса. От 29 януари до 12 април на кораба се провеждат ходовите изпитания. При изпитанията излиза от строя турбинният агрегат ТНА-3, който е моментално заменен от заводски специалисти.
Държавните изпитания на кораба са от 12 април до 28 май, с прекъсване за парада на Победата в гр. Севастопол. За времето им СВИК Як-38 и Як-38У изпълняват от кораба 112, вертолетите Ка-27 – 108, Ка-25 – 51, Ми-6 – 10 и Ми-8 – 139 полета, изпълнени са стрелби с РК „Базалт“, УЗРК „Шторм“ и автоматите АК-726 и АК-630М. По време на изпитанията претърпява катастрофа вертолет Ка-27, матрос е убит от обломък на винта. С края на изпитанията кораба пристига в Николаев за ревизия и боядисване.
На 14 август 1982 г. е подписан Акта за приемане на кораба. На 15 август 1982 г. на кораба е тържествено вдигнат Военноморския флаг на СССР, а на 24 ноември той е включен в състава на Червенознаменният Тихоокеански флот.
От момента на залагане до предаването на кораба минават 6 години, 10 месеца и 14 дена.

## Служба
На 9 май 1982 г. кораба участва в парада на рейда на Севастопол.
На 24 ноември 1982 г. кораба е включен в състава на ТОФ и започва неговата подготовка за преход към мястото за постоянно базиране. На 24 декември екипажа сдава всички курсови задачи, и „Новоросийск“ е зачислен в състава на корабите в постоянна готовност.
От 14 май до 7 юни 1983 г. преход за Североморск в състава на група. След това приема участие в ученията на Северния флот.
От 17 октомври 1983 г. до 27 февруари 1984 г. в състава на група извършва преход около Европа, Африка и Азия за Владивосток. По хода на плаването посещава Луанда (Ангола), Виктория (Сейшелски острови), Мапуто (Мозамбик), Мадрас (Индия). По време на прехода са изпълнени около 600 полета, в т.ч. с изпитателни цели. Със завършването на прехода на командира на авиогрупата, полковник Чурилов, е присвоено званието Герой на Съветския съюз.
През 1984 г. участва в ученията „Голубая стрела“ и „Длинная осень“.
В периода март-април 1985 г. участва в ученията на Тихоокеанския флот в района на Хавайските острови.
През 1986 г. е проведен частичен ремонт в „Далзавод“, в залива Златен рог на град Владивосток, а след това в плаващ док.
12 – 16 май 1988 г. има визита в град Уънсан (КНДР).
В периода 1988 – 1990 г. преминава среден ремонт в „Далзавод“.
Последеният му поход се състои през май 1991 г.
През юли 1991 г. излиза заповед на Командващия ВМФ на СССР за спиране на експлоатацията на самолетите Як-38.
Всичко за време на службата си от палубата на кораба са извършени 1900 полета на самолети и 2300 – на вертолети.
Поради съкращаване на финансиранията, през 1991 г., кораба е поставен на стоянка в залива Разбойник близо до остров Путятин в Приморския край.
През януари 1993 г. на кораба става пожар. Той е поставен в док където са свалени гребните винтове и са заварени кингстоните и едва след това той е отбуксиран в залива Постовая в Хабаровския край, но на 30 юни 1993 г. е взето решение за изключването му от състава на ВМФ.
На 6 октомври 1994 г., между ЦУМР и ВЕС (Централно управление на материалните ресурси и външноикономическите отношения на Министерство на отбраната) и южнокорейската компания „Янг Дистрибюшън Къмпани“ (Young Distribution Corp), при посредничеството на фирма „Компас“, са сключени договори 148/8/11014051 и 148/8/11014049, в съответствие с които са продадени ТАВКР „Минск“ и „Новоросийск“, за 4,583 милиона и 4,314 милиона долара съответно.
„Новоросийск“ през 1997 г. е разкомплектова за метал в град Пхохан, Южна Корея.